# اورینت اکسپرس (فیلم ۲۰۰۴)
اورینت اکسپرس (رومانیایی: Orient Express) یک فیلم درام رومانیایی به کارگردانی سرجیو نیکلائسکو است که در سال ۲۰۰۴ میلادی منتشر شد.
این فیلم نمایندهٔ رومانی برای حضور در هفتاد و هفتمین دوره جوایز اسکار بود، اما به فهرست پایانی نامزدان جایزه اسکار بهترین فیلم بین‌المللی راه نیافت.

## بازیگران
- سرجیو نیکلائسکو
- مایا مورگنشترن
- گئورگه دینیکا
- دن بیتمن
- والنتین تئودوسیو
- دان پوریک
- فلورین زامفیرسکو
- کریستیان شوفرون